# Eupithecia admiranda
Eupitecia admiranda es una especie de polilla de la familia Geometridae. La especie fue descrita por primera vez por Mironov et al. en 2011 con distribución en China. El holotipo de la especie fue descrita en la provincia de Shanxi, en los alrededores de la reserva nacional Foping en el área de los Panda con coordenadas 33°45′N 107°48′E / 33.750, 107.800, a unos 1600 metros (5249,3 pies) de altitud. El nombre proviene de ser digno de ser admirada.

## Descripción
Es una polilla mediana a pequeña con sus alas anteriores anchas pero de puntas romas y de color de rojizo a ocre. Tiene dos marcas marrones a nivel de la base cerca del borde de la ala anterior. En el centro del ala tiene otra marca triangular menos aparente. El ala posterior es más pálida en general con un aspecto más blanquecino hacia ocre claro con dos manchas más o menos marrones hacia el centro. Tiene dos manchas adicionales en el ala posterior, una representa el punto antemedial y de color marrón y una segunda en el extremo posteromedial que es más rojizo.